# Martín Casariego

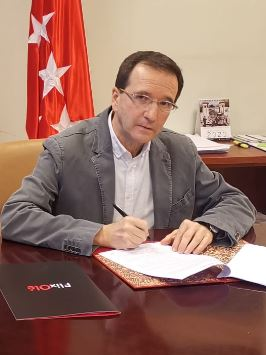
Martín Casariego (2019)

Martín Casariego Córdoba (* 1962 in Madrid, Spanien) ist ein spanischer Schriftsteller und Drehbuchautor.

## Leben
Martín Casariego Córdoba wurde als Sohn des Architekten und Malers Pedro Casariego Hernández-Vaquero und einer Farbexpertin geboren. Nach seinem Abschluss in Kunstgeschichte an der Universität Complutense Madrid wurde er wie sein älterer Bruder Pedro, und später auch sein jüngerer Bruder Nicolás Casariego, Schriftsteller. Sein 1989 erschienener Debütroman Qué te voy a contar wurde 1992 unter dem Titel Amo tu cama rica verfilmt. Außerdem wurde später sein Roman Y decirte alguna estupidez, por ejemplo, te quiero gleichnamig und sein Roman El Chico que Imitaba a Roberto Carlos unter dem Titel ¿Tú qué harías por amor? verfilmt.

## Werke (Auswahl)
- 1989: Qué te voy a contar
- 1992: Algunas chicas son como todas
- 1995: Y decirte alguna estupidez, por ejemplo, te quiero
- 1996: El Chico que Imitaba a Roberto Carlos
- 1996: Mi precio es ninguno
- 1997: La hija del coronel
- 1999: La primavera corta, el largo invierno
- 2001: Campos enteros llenos de flores
- 2004: Nieve al sol
- 2009: La jauría y la niebla

### Werke auf Deutsch
- 1997: In einer Nacht in einer Bar, Ullstein Verlag
- 1999: So ein alberner Satz wie ich liebe dich, Hanser Verlag

## Filmografie
- 1994: La mujer de tu vida 2: La mujer impuntual
- 1996: Razones sentimentales
- 1997: Dos por dos
- 1999: La fuente amarilla
- 2006: Días azules
- 2007: Anastezsi